# آتاکیشیلی
آتاکیشیلی (به ترکی آذربایجانی: Atakişili) یک منطقه مسکونی در جمهوری آذربایجان است که در شهرستان کردامیر واقع شده‌است. آتاکیشیلی ۵۶۸۰ نفر جمعیت دارد.